# 鹿児島寿蔵
鹿児島 寿蔵（かごしま じゅぞう、1898年12月10日 - 1982年8月22日）は、昭和期の人形作家、歌人。紙塑人形の創始者。

## 来歴
福岡県福岡市生まれ。両親の出身地は筑前国秋月。高等小学校卒業後、井上式地理歴史標本作成所に就職し、教材用の模型などの彩色の仕事に就く。工場長格だった有岡米次郎が独立後、師事し博多人形製作を学ぶ。1917年（大正6年）に福岡に窯を構えて独立。当初はテラコッタ風の手捻り人形を作り、また本郷洋画研究所に通い岡田三郎助にデッサンを学んだ。短歌雑誌「ハカタ」同人を経て、「南方藝術」を編集発行。1920年（大正9年）、人形改革の志を抱いて上京。また、「アララギ」に入会して島木赤彦・土屋文明に師事する。
「アララギ」の短歌研修で高野山を訪れた際に高野紙の上質さに感動し、和紙の素材を徹底的に研究して、1932年（昭和7年）、粘土のかわりに紙を生麩糊で練って制作する「紙塑人形」を創始。1933年（昭和8年）日本紙塑藝術研究所を開き、1934年（昭和9年）には野口光彦や堀柳女と人形美術団体「甲戌会」を結成する。1936年（昭和11年）第1回帝展に「黄葉」で初入選する。1954年（昭和29年）、日本工芸会設立と共に正会員となり、常任理事や人形部会長を務める。1961年（昭和36年）、紙塑人形の人間国宝に選ばれる。戦後には日本著作家組合中央委員美術部代表、日本著作権協議会理事および専門委員を務めるなど、美術家の著作権確立に尽力した。
歌人としては、1944年（昭和19年）に「アララギ」選者、1945年（昭和20年）には短歌雑誌『潮汐』を創刊、主宰を務めた。1946年（昭和21年）に関東アララギ会「新泉」を小暮政次とともに始め、三国玲子を輩出した。1963年（昭和38年）から断続的に、6回にわたって宮中歌会始選者。1968年（昭和43年）、『故郷の灯』他で第2回迢空賞受賞。戦時中は日本文学報国会短歌部会初代常任理事であった。
1967年（昭和42年）に紫綬褒章、1973年（昭和48年）に勲三等瑞宝章を受章している。1982年（昭和57年）、83歳で没した。

## 著書
- 『新冬 歌集』墨水書房 (アララギ叢書)　1941
- 『潮汐 歌集』古今書院(アララギ叢書)　1941
- 『正岡子規』雄鶏社 (短歌文学読本)1950
- 『求青 歌集』白玉書房(アララギ叢書)1950
- 『魚鱗 初期歌集』清新書房(潮汐叢書)1952
- 『麦を吹く嵐 歌集』清新書房(潮汐叢書)1954
- 『故郷の灯 歌集』短歌研究社(潮汐叢書)1968
- 『海と花』新星書房(潮汐叢書)1970
- 『花冴々』新星書房(潮汐叢書)1972
- 『寿蔵紙塑人形』毎日新聞社, 1972
- 『寿蔵陶芸人形』講談社, 1974
- 『ははのくに　鹿児島寿蔵歌集』短歌新聞社, 1975
- 『古代祭場 歌集』新星書房, 1977
- 『臼と杵 歌集』五月書房, 1980
- 『人間国宝鹿児島寿蔵のすべて 人形と短歌にかけた生涯』朝日新聞西部本社企画部, 1984
- 『定本鹿児島寿蔵紙塑人形』角川書店, 1984
- 『人形と歌と 随想』朝日新聞社, 1985
- 『牡丹の花・朝と夕 遺歌集』新星書房, 1986
- 『斎藤茂吉の添削と批評 石川確治歌集山沢集原本による』短歌新聞社, 1987
- 『鹿児島寿蔵全歌集』新星書房, 1988